# Mustafa al-Kazimi
Mustafa al-Kazimi, arab. ‏مصطفي الکاظمي‎ (ur. 1967 w Al-Kazimijji) – iracki polityk, od 7 maja 2020 do 27 października 2022 roku premier Iraku.
Po studiach prawniczych na prywatnym Uniwersytecie At-Turas w Bagdadzie Al-Kazimi opuścił Irak podczas dyktatury Saddama Husajna w 1985 roku. Mieszkał w Iranie, Stanach Zjednoczonych, Niemczech i kilka lat w Wielkiej Brytanii.
Po wybuchu wojny w Iraku w 2003 powrócił do kraju. Pełnił funkcję dyrektora fundacji Kanan Makiya założonej w Londynie, która miała dokumentować zbrodnie Saddama Husajna, był też współzałożycielem sieci medialnej, z której powstała stacja telewizyjna Al-Irakijja.
Od 2010 roku przez trzy lata był redaktorem naczelnym irackiej wersji magazynu informacyjnego Newsweek. Od czerwca 2016 do kwietnia 2020 stał na czele wywiadu irackiego.
Po rezygnacji premiera Adila Abd al-Mahdiego z powodu protestów społecznych w październiku 2019 znalazł się w gronie kandydatów na premiera. 6 maja 2020 zatwierdzono jego kandydaturę na premiera jego gabinet został zaprzysiężony następnego dnia. 7 listopada 2021 roku miał miejsce atak dronowy na rezydencję premiera. W jego wyniku ucierpiało sześciu członków ochrony al-Kazimiego. Pełnił funkcję premiera do 27 października 2022.